# John Paxson

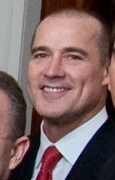
John Paxson, 2009.

John MacBeth Paxson, född 29 september 1960 i Dayton i Ohio, är en amerikansk före detta professionell basketspelare (PG) som tillbringade elva säsonger (1983–1994) i den nordamerikanska basketligan National Basketball Association (NBA), där han spelade för San Antonio Spurs och Chicago Bulls. Under sin karriär gjorde han 5 560 poäng (7,2 poäng per match), 2 758 assists och 960 rebounds, räddningar från att bollen ska hamna i nätkorgen, på 772 grundspelsmatcher. Han ingick några år i Chicago Bulls dynastilag som dominerade NBA mellan 1990 och 1998, där han var med om att vinna fyra av deras sex NBA-mästerskap som de bärgade under den tidsperioden. Tre som spelare och en som assisterande tränare.
Paxson draftades i första rundan i 1983 års draft av San Antonio Spurs som 19:e spelare totalt.